# Jean-Charles Trouabal
Jean-Charles Trouabal (París, Francia, 20 de mayo de 1965) es un atleta francés, especializado en la prueba de 4 × 100 m en la que llegó a ser subcampeón mundial en 1991.

## Carrera deportiva
En el Mundial de Tokio 1991 ganó la medalla de plata en los relevos 4 x 100 metros, con un tiempo de 37.87 segundos, llegando a la meta tras Estados Unidos —que con 37.50 segundos batieron el récord del mundo— y por delante de Reino Unido, siendo sus compañeros de equipo: Daniel Sangouma, Max Moriniére y Bruno Marie-Rose.